# Mud (banda)
Mud foi uma banda britânica de glam rock.

## Membros
- Guitarrista solo - Rob Davis nascido Robert Davis, 1 de Outubro de 1947, em Carshalton.
- Vocalista - Les Gray, nascido Leslie Thomas Gray, 9 de Abril de 1946, em Carshalton, Surrey. Ele morreu de um ataque cardíaco em 21 de Fevereiro de 2004, em Lagos, Portugal.
- Baterista - Dave Monte, nascido David George Mount, de 3 de Março de 1947, em Carshalton. Ele faleceu em 2 de Dezembro de 2006, em St Helier's Hospital, Carshalton.
- Guitarrista base - Ray Stiles, nascido Raymond John Stiles, 20 de Novembro de 1946, em Guildford, Surrey

## História
A banda Mud apareceu pela primeira vez no Basil Brush Show na TV BBC, em turnê como suporte para Jack Jones. Após anos tocando somente singles, que foram assinados por Mickie Most's RAK, teve imediatamente sucesso com "Crazy" no Top 20. 
No auge de sua carreira, também desfrutaram British Number One singles com "Tiger Feet" e "Lonely" No Natal "(1974), uma canção de Elvis Presley; plus" Oh Boy "(1975), e uma cappela com a música de Buddy Holly. Semelhança com bandas como Sweet, o seu maior sucesso, veio quando os seus registros, foram escritos e produzidos por Nicky Chinn e Mike Chapman, que em 1975 não tinham menos de sete singles no UK Top 40. "Oh Boy" foi o único # 1 único, produzido por Chinn e Chapman que eles também não escreveram. 
"Lonely", Neste Natal "tornou-se um sucesso, tocando nas rádios e na televisão britânica, (juntamente com Slade's" Merry Xmas Everybody ", e John Lennon" Happy Xmas ". Mud também lançou um outro sucesso sob um nome diferente - após" The Cat Crept Em  que eles liberaram, uma faixa de seu álbum Mud Rock, uma capa de" No Mood ". Esse foi liberada sob o nome de Dum (Mud escrito de trás pra frente), mas falhou na tentativa. A sua última tentativa foi" Rico "lançado em 1980. 
A última performance pelos quatro membros originais foi em 3 de Março de 1990, no casamento de Dave Mount's, uma gravação de vídeo, que foi feita por Mount. 
Gray excursionou como Les Gray's Mud com John Berry (baixo), Syd Twynham (guitarra) e Phil Wilson (bateria). Twyham e Wilson ainda da tour dos anos 70, com Chris Savage (teclados) e Marc Michalski (baixista), como "Mud II". 
Ray Stiles aderiram à Hollies; enquanto Davis passou a co-escrever vários altamente bem sucedido dance hits para artistas como Kylie Minogue e Spiller apresentando Sophie Ellis Bextor. Baterista Dave Mount passou para a actividade seguradora. 
Les Gray, que morreu em 21 de fevereiro de 2004, em Portugal, de um ataque cardíaco, como resultado de câncro da garganta. 
Dave Mount apareceu em um episódio de Nunca Mind O Buzzcocks sobre BBC Dois em Novembro de 2005, e apresentado no "spot o pop star do passado" identidade desfile segmento. Mount perdeu sua vida no sábado, dia 2 de Dezembro de 2006. Seu obituário apareceu no jornal The Independent